# Alicia Tafur
Alicia Tafur (Cali, Valle,  Colombia, 1934-2023) es una escultora y ceramista colombiana reconocida por sus trabajos semiabstractos. En 1959 fue galardonada con el Segundo Premio Nacional en el XII Salón de Artistas Colombianos por su obra Edad de Bronce.

## Biografía
La obra de Alicia Tafur se especializa en esculturas de metal, hierro y bronce que se han exhibido en distintos espacios de Colombia y colecciones privadas de América Latina, Estados Unidos y Europa. Es la fundadora de la galería Gruta del Arte junto con Armando Villegas, propietaria de la Galería Tafur, creadora del movimiento Nacional de Artes Plásticas de Bogotá en 1955 y directora de arte de la Galería Nacional, también fue agregada cultural en Venezuela en la década de los sesenta.

## Trayectoria
Inicia sus estudios en 1950 en el Colegio Mayor de Cundinamarca, en el cual realizó varias exposiciones colectivas, posteriormente en 1953 se gradúa de estudios en cerámica y escultura en barro y así mismo obtiene una beca para España; uno de sus maestros fue Alberto Arboleda con quien se especializó en escultura. 
En 1954 decide iniciar un taller particular con la ayuda de su hermana Nieves, quien también realizó sus estudios en el Colegio Mayor de Cundinamarca. 
En 1955 viajó a Estados Unidos para perfeccionar su técnica en cerámica.  Posterior a esto inició el movimiento Nacional de Artes Plásticas junto con un pequeño grupo de artistas, en el cual ella fue pieza fundamental para el auge de dicho movimiento.  A lo largo de ese año se realizó la Feria Internacional en donde estuvo presente José Gómez Sicre, el cual le ofreció una invitación a Alicia para exponer sus obras en la Unión Panamericana. Tafur también hizo parte en exposiciones de arte en Houston y toda el Área del Caribe; a finales de ese año expuso en Medellín junto a su esposo, Armando Villegas, pintor y pedagogo peruano, con quien tuvo cuatro hijos. Gracias a dicha exposición, empiezan a realizar una labor social durante seis meses en Medellín con la Secretaría de Educación, realizando una exposición colectiva, con la participación de distintos estudiantes, alcanzando así un total de trescientas obras.
Aunque al principio experimenta con la cerámica, fue con el manejo del hierro, la plata y el bronce que exploró el espacio como elemento en su obra, dibujando curvas y concavidades en el aire como lo afirma Francisco Gil Tovar
En 1956 creó junto con su esposo la galería de arte Terracota, galería que funcionó durante tres años en el sector norte de Cali. Para 1958 obtuvo el segundo premio nacional de escultura y en 1961 inició junto con su esposo Armando Villegas el taller "Gruta del Arte", el cual también tenía su galería la cual funcionaba con el mismo nombre. 
En el año 1963, presentó sus obras por primera vez en la Biblioteca Luis Ángel Arango de Bogotá, donde se exhibieron en esa ocasión diecinueve esculturas de hierro, bronce, cobre y madera.
De su participación en exposiciones colectivas participó en el X, XI, XII, XIII, XV y XVI Salón de artistas colombianos entre 1957 y 1964. El XVIII en 1968, el XV salón de la Jeune Sculpture en la Galerie Balzac de París en 1964, en el International Festival of Art de Nueva York en 1966, y en el I Salón Nacional de Artes del Fuego en 1972 del Museo de Arte Contemporáneo de Bogotá.

Durante los años ochenta y noventa pasó a las esculturas de mayor formato ubicadas en espacios públicos. Se evidencia en esta época un retorno al modelado en barro, especialmente en sus obras de técnica mixta. Basada en su obra, sus inicios en la cerámica y su experimentación con el movimiento, la crítica de arte Marta Traba describe su obra con una importante influencia europea y norteamericana como:
“la riqueza espacial de la escultura abstracta es muy viva y evidente en la obra de Alicia Tafur: innumerables planos estudiados en la misma dirección del muro y presentados frontalmente al espectador, van creando una compleja sensación de profundidad gracias al aire que circula en todas las direcciones”. 
Y finaliza con lo siguiente: 
"Llamémosle escultura objeto, maquinaria sin utilidad o, a la manera de Negret, "aparato mágico", la obra de ALICIA TAFUR es una bella invención abstracta, que frente a los graves y depurados conceptos escultóricos de Negret, significa una utilización distinta aérea, desordenada y graciosa, de la lámina de metal".
Para esta época Tafur presentó sus obras en reconocidas galerías como son: El Callejón, Galería Tafur y Galería Origen, Amparo’s Gallery, la galería Cámara de Comercio y en la Galería Evans. 
Para el principio del nuevo siglo se presentó una retrospectiva de sus obras en la exposición titulada Aves del Paraíso, en el Centro Cultural y Educativo Reyes Católicos de Bogotá, y para el 2014 participó en la exposición El legado de la técnica donde participó su hermana Nieves Tafur. En 2016 y 2017 expuso Migratorias en la galería Alonso Garcés.
Las obras que permanecen en los espacios públicos son: Elevación Rítmica en el Centro Colombo Americano de Bogotá, El Tropel en el Banco Ganadero de Medellín, Tauro hacia el Infinito en el Banco Ganadero de Cali y Ave del Paraíso en el Teatro Colsubsidio. Actualmente su obra pertenece al campo de los ready mades por su naturaleza, la cual evoca objetos encontrados frutos de la realidad e imaginación del artista. 
Como gestora cultural fue directora del Instituto Contemporáneo de Cerámica de Bogotá entre 1961 y 1964, dirigió su galería desde 1969 hasta 1972, además fue nombrada agregada cultural en Caracas (Venezuela) desde 1973 hasta 1976.

## Una artista moderna para su época
Tafur no creía que la vida del hogar inhibiera a las mujeres para incursionar en los campos del arte, la literatura o la política describiendo lo siguiente: 
el futuro de la mujer colombiana es sencillamente maravilloso, siempre y cuando que ellas no se encarguen de destruirse. ¿por qué? Sencillamente porque creen que la vida de hogar las inhibe para incursionar en los campos del arte, de la literatura, de la política, etc. Nuestras mujeres viven acomplejadas porque continúan convencidas de que solo sirven para ir a los salones de belleza o ser madres de familia.
Sobre el apoyo al trabajo artístico, afirma que los artistas pueden crear con lo que tienen y no requieren necesariamente de un apoyo. Dice en la entrevista con el magazine dominical: 
ningún artista debe esperar ayuda de nadie. En el caso de los escultores puede crear con el material más triste, si no dispondrá de otro. En la escultura yo me he expresado como he podido y con los recursos que he tenido
Agrega que lamenta no poder fundir más en bronce, pero que basta con el sentido creativo para expresarse en distintas materialidades.

## Obras
- Serie de aves migratorias
- Escultura pájaro ángel
- Escultura aves de paraíso
- La negra de chontaduro

## Exposiciones Individuales
- 1954 Galerías Centrales (Cerámica y Cerámica Escultórica)
- 1955 Movimiento Nacional de Artes Plásticas (Cerámica)
- 1955 Feria Internacional (Cerámica Escultórica)
- 1955 Biblioteca Nacional “Sala Gregorio Vázquez” (Cerámica)
- 1956 Club de Profesionales, Medellín (Cerámica)
- 1957 Galería de arte “Terracota” (Escultura en Hierro)
- 1958 Unión Panamericana (Escultura y Cerámica)
- 1959 Instituto de Arte Contemporáneo, Lima, Perú (Escultura en Metales)
- 1959 Galería “El callejón” (Cerámica)
- 1960 Salón de Exposiciones “Vargas Rocha” (Cerámica Escultórica)
- 1962 Galería “El Callejón” (Escultura y Cerámica)
- 1962 Tertulia (Galería) Cali - Valle (Escultura y Cerámica)[4]

Para la exposición de la Biblioteca Luis Ángel Arango trabajó con láminas de hierro preparando el diseño, que pasó a escala mayor sobre cartón o triplex para pasarlo al metal forjando y martillando, dándole el acabado final con soldadura. Tafur adicionalmente mezcla materiales orgánicos como la alpaca y la madera con materiales industriales.

### Simbología en sus obras
Las dimensiones en sus obras son de gran tamaño, busca expresarse de forma simbólica a través del movimiento y la composición. Para el caso, con su serie de Aves migratorias practicó con diferentes materiales como la arcilla la composición previa al resultado final con metal. Este proceso creativo se hace evidente en la escultura pájaro ángel, la cual fue levantada en la Universidad de los Andes como homenaje a su persona, que busca representar a las aves que vuelan en conjunto y se dan apoyo entre sí, viéndose reflejado en el movimiento y el volumen de los espacios entre las formas que dan esa sensación de movimiento.
Para la realización de esa serie, se inspira en la maternidad de las aves, en el cual expresa el “equilibrio cuando salen las aves a algún lado y siempre se sostienen unas a otras”, como menciona su hijo Ricardo Villegas Tafur.
En la escultura Aves del Paraíso trabajó en bronce y plata, y en la composición buscó el equilibrio en el movimiento. Realizó sinópicas que conectan al sonido, de tal forma que al estar en contacto con el movimiento, busca la conexión y la armonía con el observador logrando una interacción con el público receptor de la obra.
Para ella era muy importante adornar los espacios, por eso siempre jugaba con el equilibrio en la composición entre espacio y forma. La negra de chontaduro fue realizada con tres toneladas de bronce, para simbolizar la magnitud de la escultura en relación con el sentido figurativo con el que fue realizada.

## Premios y reconocimientos
- 1959: Segundo Premio Nacional en el XII Salón de Artistas Colombianos por su obra Edad de Bronce.
- 1960: Mención de honor en el Salón de Cerámica en la ciudad de Manizales.
- 1961: Mención de honor en el XIII Salón de Artistas Colombianos por su obra A contraviento.
- 1964: Segundo premio en el XVI Salón de Artistas Colombianos por su obra Germinación.
- 1972: Primera Medalla en el I Salón Nacional de Artes del Fuego, organizado por el Museo de Arte Contemporáneo de Bogotá, con la obra Los siete pecados capitales.[13]